# Tephritopyrgota musosaensis
Tephritopyrgota musosaensis är en tvåvingeart som beskrevs av Vanschuytbroeck 1963. Tephritopyrgota musosaensis ingår i släktet Tephritopyrgota och familjen Pyrgotidae.
Artens utbredningsområde är Tanzania. Inga underarter finns listade i Catalogue of Life.